# Efferente nervefibre
Efferente nervefibre henviser til aksonale fremspring, der går ud af en bestemt region; i modsætning til afferente fremspring, der ankommer til regionen. Disse udtryk har en lidt anden betydning i forbindelse med det perifere nervesystem (PNS) og centralnervesystemet (CNS). Den efferente fiber er en lang proces, der kommer langt fra neuronens krop og bærer nerveimpulser væk fra centralnervesystemet mod de perifere effektororganer (hovedsageligt muskler og kirtler). Et bundt af disse fibre kaldes en motorisk nerve eller en efferent nerve. Den modsatte retning af neurale aktiviteter er afferent ledning, som bærer impulser ved hjælp af de afferente nervefibre i sensoriske neuroner. 
I nervesystemet er der et "lukket kredsløb" system med sensation, beslutning og reaktioner. Denne proces udføres gennem aktiviteten af sensoriske neuroner, interneuroner og motorneuroner. 
I CNS kan afferente og efferente fremspring ligge ud fra ethvert område af hjernen. Det vil sige, at hver hjernegruppe har sit eget unikke sæt afferente og efferente fremspring.  

## Struktur

### Motorneuron
Motorneuronernes efferente nervefibre er involveret i muskelkontrol, både skelet og glat muskel. Motorneuronets cellekrop er forbundet til en enkelt, lang axon og flere kortere dendritter der rager ud af selve cellekroppen. Denne axon danner derefter et neuromuskulært kryds med effektorerne. Cellekroppen af motorneuronen er satellitformet. Motorneuronen er til stede i den grå stof irygmarven og medulla oblongata, og danner en elektrokemisk vej til effektororganet eller musklen. Udover motorneuroner, er der efferente sensoriske nerver, der ofte er med til at justere følsomheden af signalet der er sendte videre af den afferente sensoriske nerve.[kilde mangler]

### Typer
Der er tre typer af efferente fibre: generelle somatiske efferente fibre (GSE), generelle viscerale efferente fibre (GVE) og specielle viscerale efferente fibre (SVE). 
Undertyper af generelle somatiske efferente fibre omfatter: alphamotorneuroner (α) og gammamotorneuroner (γ). Betamotorneuroner målrette begge typer af muskelfibre og der er to typer kendt som statisk og dynamisk. 

## Etymologi og mnemonik
Både afferent og efferent kommer fra fransk, udviklet sig fra latin (grundlaget for mange termer i medicin og biologi) for udtrykkene henholdsvis ad ferens (latin verb ferre : bære), hvilket betyder at indføre og ex ferens, hvilket betyder at bære væk (ad betyder bogstavelig talt til, og e = ex betyder fra). Ad og ex giver en nem mnemonisk enhed til at huske forholdet mellem afferent og efferent.